# Belgische kampioenschappen indoor atletiek 2022
In 2022 werden de Belgische kampioenschappen indoor atletiek Alle Categorieën gehouden op zaterdag 26 februari in Louvain-la-Neuve. Tijdens deze kampioenschappen verbeterde Eliott Crestan zijn Belgische record op de 800 m naar 1.46.11, Julien Watrin het Belgisch record op de 400 m van Cédric Van Branteghem naar 46,15 s  en Matthias Quintelier het Belgisch record kogelstoten van Wim Blondeel naar 18,92 m.

## Uitslagen

### 60 m
| rang   | atleet             | prestatie |
| ------ | ------------------ | --------- |
| Goud   | Ward Merckx        | 6,71 s    |
| Zilver | Guelord Kola Biasu | 6,85 s    |
| Brons  | Rendel Vermeulen   | 6,88 s    |

| rang   | atlete       | prestatie |
| ------ | ------------ | --------- |
| Goud   | Rani Rosius  | 7,35 s    |
| Zilver | Elise Mehuys | 7,40 s    |
| Brons  | Rani Vincke  | 7,48 s    |

### 200 m
| rang   | atleet           | prestatie |
| ------ | ---------------- | --------- |
| Goud   | Jordan Paquot    | 21,39 s   |
| Zilver | Amine Kasmi      | 21,51 s   |
| Brons  | Rendel Vermeulen | 21,58 s   |

| rang   | atlete                   | prestatie |
| ------ | ------------------------ | --------- |
| Goud   | Imke Vervaet             | 23,47 s   |
| Zilver | Alizée Morency Poilvache | 24,21 s   |
| Brons  | Justine Goossens         | 24,38 s   |

### 400 m
| rang   | atleet         | prestatie    |
| ------ | -------------- | ------------ |
| Goud   | Julien Watrin  | 46,15 s (NR) |
| Zilver | Alexander Doom | 47,46 s      |
| Brons  | Jonas De Smet  | 48,37 s      |

| rang   | atlete               | prestatie |
| ------ | -------------------- | --------- |
| Goud   | Naomi Van Den Broeck | 53,11 s   |
| Zilver | Hanne Claes          | 53,27 s   |
| Brons  | Nina Hespel          | 54,23 s   |

### 800 m
| rang   | atleet            | prestatie    |
| ------ | ----------------- | ------------ |
| Goud   | Eliott Crestan    | 1.46,11 (NR) |
| Zilver | Aurèle Vandeputte | 1.46,49      |
| Brons  | Tibo De Smet      | 1.46,80      |

| rang   | atlete          | prestatie |
| ------ | --------------- | --------- |
| Goud   | Vanessa Scaunet | 2.06,92   |
| Zilver | Camille Muls    | 2.08,57   |
| Brons  | Elena Kluskens  | 2.08,91   |

### 1500 m
| rang   | atleet          | prestatie |
| ------ | --------------- | --------- |
| Goud   | Ruben Verheyden | 3.43,00   |
| Zilver | Valere Hustin   | 3.45,09   |
| Brons  | Ward Leunckens  | 3.47,83   |

| rang   | atlete           | prestatie |
| ------ | ---------------- | --------- |
| Goud   | Jenna Wyns       | 4.23,24   |
| Zilver | Lore Quataker    | 4.26,30   |
| Brons  | Mathilde Deswaef | 4.32,06   |

### 3000 m
| rang   | atleet          | prestatie |
| ------ | --------------- | --------- |
| Goud   | Isaac Kimeli    | 7.46,62   |
| Zilver | Michael Somers  | 7.48,72   |
| Brons  | Simon Debognies | 7.50,53   |

### 60 m horden
| rang   | atleet           | prestatie |
| ------ | ---------------- | --------- |
| Goud   | François Grailet | 7,73 s    |
| Zilver | Senne Segers     | 8,12 s    |
| Brons  | Robin Van Damme  | 8,15 s    |

| rang   | atlete          | prestatie |
| ------ | --------------- | --------- |
| Goud   | Anne Zagré      | 8,17 s    |
| Zilver | Noor Vidts      | 8,24 s    |
| Brons  | Victoria Rausch | 8,25 s    |

### Verspringen
| rang   | atleet              | prestatie |
| ------ | ------------------- | --------- |
| Goud   | Jente Hauttekeete   | 7,27 m    |
| Zilver | Thomas Van der Poel | 7,19 m    |
| Brons  | Kwinten Torfs       | 6,82 m    |

| rang   | atlete            | prestatie |
| ------ | ----------------- | --------- |
| Goud   | Hanne Maudens     | 6,15 m    |
| Zilver | Sennah Vanhoeijen | 5,91 m    |
| Brons  | Ilona Masson      | 5,87 m    |

### Hink-stap-springen
| rang   | atleet          | prestatie |
| ------ | --------------- | --------- |
| Goud   | Björn De Decker | 15,06 m   |
| Zilver | Gregory Geerts  | 14,63 m   |
| Brons  | Pierrick Renard | 13,77 m   |

| rang   | atlete         | prestatie |
| ------ | -------------- | --------- |
| Goud   | Ilona Masson   | 12,91 m   |
| Zilver | Saliyya Guisse | 12,79 m   |
| Brons  | Elsa Loureiro  | 12,64 m   |

### Hoogspringen
| rang   | atleet        | prestatie |
| ------ | ------------- | --------- |
| Goud   | Thomas Carmoy | 2,19 m    |
| Zilver | Lars Van Looy | 2,17 m    |
| Brons  | Bram Ghuys    | 2,15 m    |

| rang   | atlete             | prestatie |
| ------ | ------------------ | --------- |
| Goud   | Yorunn Ligneel     | 1,79 m    |
| Zilver | Anne-Laure Hervers | 1,79 m    |
| Brons  | Marie De Troyer    | 1,68 m    |

### Polsstokhoogspringen
| rang   | atleet          | prestatie |
| ------ | --------------- | --------- |
| Goud   | Robin Bodart    | 5,10 m    |
| Zilver | Loïc Joannes    | 4,90 m    |
| Brons  | Guillaume Gobin | 4,80 m    |

| rang   | atlete                  | prestatie |
| ------ | ----------------------- | --------- |
| Goud   | Chloé Henry             | 3,90 m    |
| Zilver | Melanie Vissers         | 3,80 m    |
| Brons  | Dag-Ferene Van Capellen | 3,60 m    |

### Kogelstoten
| rang   | atleet               | prestatie    |
| ------ | -------------------- | ------------ |
| Goud   | Matthias Quintelier  | 18,92 m (NR) |
| Zilver | Andreas De Lathauwer | 16,84 m      |
| Brons  | Jarno Wagemans       | 15,63 m      |

| rang   | atlete           | prestatie |
| ------ | ---------------- | --------- |
| Goud   | Jolien Boumkwo   | 16,21 m   |
| Zilver | Elena Defrère    | 14,99 m   |
| Brons  | Sietske Lenchant | 14,50 m   |

1985 ·
1986 ·
1987 ·
1988 ·
1989 ·
1990 ·
1991 ·
1992 ·
1993 .
1994 ·
1995 .
1996 ·
1997 ·
1998 .
1999 ·
2000 .
2001 · 
2002 · 
2003 · 
2004 · 
2005 · 
2006 · 
2007 · 
2008 · 
2009 · 
2010 · 
2011 · 
2012 · 
2013 · 
2014 ·
2015 ·
2016 ·
2017 ·
2018 ·
2019 ·
2020 ·
2021 ·
2022 ·
2023 ·
2024 ·
2025